# 库尔图瓦朗格拉德府
库尔图瓦·朗格拉德府（Hôtel Courtois de Langlade）是法国普罗旺斯-阿尔卑斯-蓝色海岸大区罗讷河口省阿尔勒的一座历史建筑，位于Calade街6号，曾被多位业主重建多次。
1930年成为政府机构。1932年10月4日，该建筑被列为法国历史古迹。